# CD28
CD28 — мембранный белок, экспрессированный на T-лимфоцитах, участвует в ко-стимуляции необходимой для активации T-клеток. Продукт гена человека CD28.

## Функция
При активации клеточных Толл-подобных рецепторов экспрессия CD28 в антигенпредставляющих клетках повышается.
Стимуляция клеток через CD28 в дополнение к стимуляции Т-клеточного рецептора обеспечивает сильный ко-стимулирующий сигнал, приводящий к выработке различных цитокинов, таких как интерлейкин-6. Связывание Т-клеточного рецептора с антиген-MHC комплексом в отсутствии ко-стимулирующего сигнала от CD28 приводит к неспособности лимфоцита к обеспечению нормального иммунного ответа и лимфоцитарной толерантности.

## Структура
CD28 является гомодимером, в котором мономеры связаны дисульфидной связью. Мономер состоит из 202 аминокислот, молекулярная масса — 25 кДа. Включает внеклеточный N-концевой участок, единственный трансмембранный фрагмент и C-концевой цитоплазменный участок. Внеклеточный участок включает один Ig-подобный домен V-типа и содержит от 1 до 6 участка N-гликозилирования. Цитозольный участок содержит 3 участка фосфорилирования (1 фосфосерин и 2 фосфотирозина).
Взаимодействует с DUSP14, CD80 (B7-1) и CD86 (B7-2/B70).

## Тканевая специфичность
Обнаружен на T-лимфоцитах и плазматических клетках, отсутствует на менее зрелых B-лимфоцитах.